# Pozořice
Pozořice település Csehországban, a Brno-vidéki járásban. Pozořice Rousínov, Sivice, Viničné Šumice, Kovalovice, Hostěnice, Holubice és Olšany településekkel határos. Lakosainak száma 2399 fő (2024. január 1.).

## Népesség
A település lakosságának változását az alábbi diagram mutatja:
| Lakosok száma | 1292 | 1489 | 1691 | 1882 | 1963 | 1976 | 2257 | 2288 | 2286 | 2399 |
|               | 1869 | 1890 | 1921 | 1950 | 1980 | 2001 | 2017 | 2019 | 2022 | 2024 |